# Asamblea General de Carolina del Sur
La Asamblea General de Carolina del Sur, también llamada Legislatura de Carolina del Sur (en inglés: South Carolina General Assembly) es la legislatura estatal (órgano encargado del Poder legislativo) del estado de Carolina del Sur, en Estados Unidos. La legislatura es bicameral y está constituida por la Cámara de Representantes de Carolina del Sur como cámara baja, y el Senado de Carolina del Sur como cámara alta. En total, la Asamblea General está formada por 170 miembros. La legislatura se reúne en la Casa del Estado en Columbia .
Antes de la sentencia federal Reynolds v. Sims por decisión de la Corte Suprema de los Estados Unidos, la Cámara de Representantes se distribuyó de manera que cada condado tuviera un número de representantes según la población, con cada condado garantizado al menos un representante, mientras que cada condado tenía un senador. Además, la delegación de la Asamblea General de cada condado también se duplicó como su consejo de condado, ya que la constitución estatal no preveía el gobierno local.
Reynolds v. Sims  hizo que las líneas de distrito se cruzaran con las líneas de condado, lo que provocó que los legisladores estuvieran en varios consejos de condado. Esto llevó a la aprobación de la Ley de Autonomía de 1975, que creó consejos de condado que eran independientes de la Asamblea General. Sin embargo, la Asamblea General aún conserva una autoridad considerable sobre el gobierno local. Como resultado, la legislatura todavía dedica un tiempo considerable a los asuntos locales, y las delegaciones legislativas de los condados aún manejan muchos asuntos que son manejados por los gobiernos de los condados en el resto del país.
La Cámara de Representantes de Carolina del Sur está constituida por 124 miembros, que son elegidos cada dos años, y el Senado de Carolina del Sur por 46 miembros, elegidos cada cuatro años, al mismo tiempo que las elecciones presidenciales. Para ambas cámaras, no hay límites de mandato . La Asamblea General se reúne en sesión conjunta para elegir a los jueces, y los 170 miembros tienen el mismo voto en dichas elecciones.